# Google Grupos
O serviço de Grupos do Google é gratuito para comunidades on-line e grupos de discussão, incluindo postagens da Usenet (mais de 1 bilhão de mensagens). Recentemente, foram acrescentados vários recursos que tornam o Grupos do Google uma maneira mais eficiente de se comunicar com grupos de pessoas on-line.